# Week-end
Pour les articles homonymes, voir Week-end (homonymie) et FDS.
Le week-end ou weekend(en France) (de l'anglais weekend) ou la fin de semaine ou FDS, (au Québec) est une locution qui désigne les deux derniers jours de la semaine, le samedi et le dimanche, pendant laquelle la plupart des gens sont au repos.
Pour la plupart des commerçants qui travaillent le samedi, cette période correspond plutôt au seul dimanche, auquel s'ajoute éventuellement, pour certains, le lundi.
Dans le langage courant, le terme week-end peut également désigner la période allant du vendredi soir (après le travail ou les cours) au dimanche soir. En atteste l'expression « les départs en week-end du vendredi » désignant les citadins qui rejoignent un lieu de villégiature à la campagne.

## Historique
L’idée d’un repos hebdomadaire remonte à l’Antiquité.
Les trois grandes religions abrahamiques observent chacune un jour de repos hebdomadaire :
- le judaïsme : le shabbat qui est le jour de repos Biblique dure du coucher du soleil le vendredi au coucher du soleil le samedi ; le week-end en Israël est le vendredi et le samedi.
- le christianisme : le jour du Seigneur est le dimanche pour la plupart des confessions ; quelques confessions considèrent le shabbat qui tombe samedi comme étant le jour du Seigneur selon le texte Biblique. Dans les pays majoritairement ou historiquement chrétiens, le week-end comporte le samedi et le dimanche. C’est aussi le cas dans d’autres pays, comme le Japon (même si le christianisme y est minoritaire).
- l’islam : le jour de la prière est le vendredi. Le week-end est généralement le vendredi et le samedi dans les pays à majorité musulmane, parfois jeudi et vendredi, ou samedi et dimanche dans certains pays comme l'Indonésie (avec un temps laissé pour accomplir la prière le vendredi midi).

## Variations du week-end dit universel (samedi-dimanche)
Historiquement, les week-ends ne duraient qu'un jour, celui consacré à la religion et à la famille. De plus, on comptait les jours de midi à midi le lendemain dans l'ancien calendrier chrétien, et la journée de repos hebdomadaire pouvait ainsi démarrer et s'achever en fin de matinée. Dans certains calendriers, comme les calendriers juifs et les anciens calendriers romains, les jours étaient comptés à partir du coucher du soleil, ce qui déterminait aussi la durée des jours de repos et conduisait à modifier les horaires de travail selon la saison, pour ceux qui étaient amenés à travailler en fin de journée (particulièrement en hiver) ou la nuit. Ces caractéristiques se retrouvent également dans la définition des jours fériés légaux ou autres fêtes religieuses non hebdomadaires, qu'elles soient fériées ou non.
En dépit de la définition légale qui peut exister dans certains pays, de nombreuses exceptions existent pour certaines professions, notamment dans les activités touristiques, et pour certains commerces qui sont amenés à travailler durant le week-end légal. Le jour de repos hebdomadaire obligatoire (et de fermeture dans certains cas) est alors décalé (le plus souvent au lundi dans de nombreux petits commerces qui ne peuvent assurer une rotation, avec un personnel limité).
Certains pays[Lesquels ?] ne fixent pas de week-end légal, mais seulement l'obligation d'une journée hebdomadaire de repos, le week-end étant laissé alors à l'appréciation des différentes entreprises et des négociations entre les salariés et employeurs ou des administrations, de même que la fixation éventuelle du second jour de repos hebdomadaire, non nécessairement consécutif au premier. Le week-end est alors uniquement défini par les jours usuels de fermeture des principales administrations publiques.

## Week-end semi-universel (vendredi-samedi)
Une grande partie des pays arabes a choisi le week-end du vendredi et samedi, ces jours représentant les deux derniers jours de la semaine traditionnelle musulmane.
Parmi ceux-ci se trouvent ainsi le Qatar, le Bahreïn, le Koweït, l'Irak, la Syrie, la Jordanie, l'Égypte, le Soudan, la Libye, l'Algérie, le Bangladesh ,Oman (printemps 2013)[réf. souhaitée], l'Arabie Saoudite (depuis le samedi 29 juin 2013)[réf. souhaitée], l'Afghanistan, Djibouti ainsi que les Comores.
Dans les pays à majorité musulmane, le week-end universel est appliqué en Tunisie, au Maroc, au Liban, aux Émirats Arabes Unis et en Mauritanie (cette dernière est revenue au weekend universel à partir du samedi 4 octobre 2014).
Par ailleurs, l'Iran est le seul pays dans lequel les week-ends officieux restent toujours jeudi et vendredi.

## Précisions sur le terme
Le terme vient de l'anglais weekend, signifiant littéralement « fin de semaine ». Son usage en français date du début du XXe siècle.
Au Canada francophone, depuis les années 1920, le terme francophone « fin de semaine » s’est imposé dans l’usage standard afin de remplacer week-end. L’Office québécois de la langue française (OQLF) refuse de l’accepter comme synonyme, pour éviter qu’il concurrence le terme « fin de semaine », déjà bien implanté au Québec.
L'expression « fin de semaine » est moins explicite dans les autres pays francophones , où elle peut désigner tout autant les derniers jours de la semaine ouvrée, jeudi et vendredi, que la fin de semaine calendaire, chômée, samedi et dimanche.